# Мігель Бускетс
Мігель Бускетс (ісп. Miguel Busquets, 15 жовтня 1920, Сантьяго — 24 грудня 2002, там само) — чилійський футболіст, що грав на позиції півзахисника за клуб «Універсідад де Чилі», а також національну збірну Чилі. По завершенні ігрової кар'єри — тренер. Чемпіон Чилі. 

## Клубна кар'єра
У футболі дебютував 1940 року виступами за команду «Універсідад де Чилі», кольори якої і захищав протягом усієї своєї кар'єри гравця, що тривала тринадцять років. 

## Виступи за збірну
1945 року дебютував в офіційних матчах у складі національної збірної Чилі. Протягом кар'єри у національній команді, яка тривала 6 років, провів у її формі 18 матчів, забивши 1 гол.
У складі збірної був учасником Чемпіонату Південної Америки 1945 року у Чилі, на якому команда здобула бронзові нагороди, Чемпіонату Південної Америки 1947 року в Еквадорі, Чемпіонату Південної Америки 1949 року у Бразилії.
У складі збірної був учасником чемпіонату світу 1950 року у Бразилії, де зіграв з Англією (0-2), Іспанією (0-2) і США (5-2).

## Кар'єра тренера
Розпочав тренерську кар'єру відразу ж по завершенні кар'єри гравця, 1952 року, очоливши тренерський штаб клубу «Універсідад де Чилі». Досвід тренерської роботи обмежився цим клубом.
Помер 24 грудня 2002 року на 83-му році життя у місті Сантьяго.

## Титули і досягнення
- Чемпіон Чилі (1):

«Універсідад де Чилі»: 1940
- Бронзовий призер Чемпіонату Південної Америки: 1945